# 東京農業大学生物産業学部
東京農業大学生物産業学部（とうきょうのうぎょうだいがくせいぶつさんぎょうがくぶ）は、1989年に北海道網走市八坂の北海道オホーツクキャンパス開設と共に設置された東京農業大学の学部の一つ。通称は東京農大生産学部。

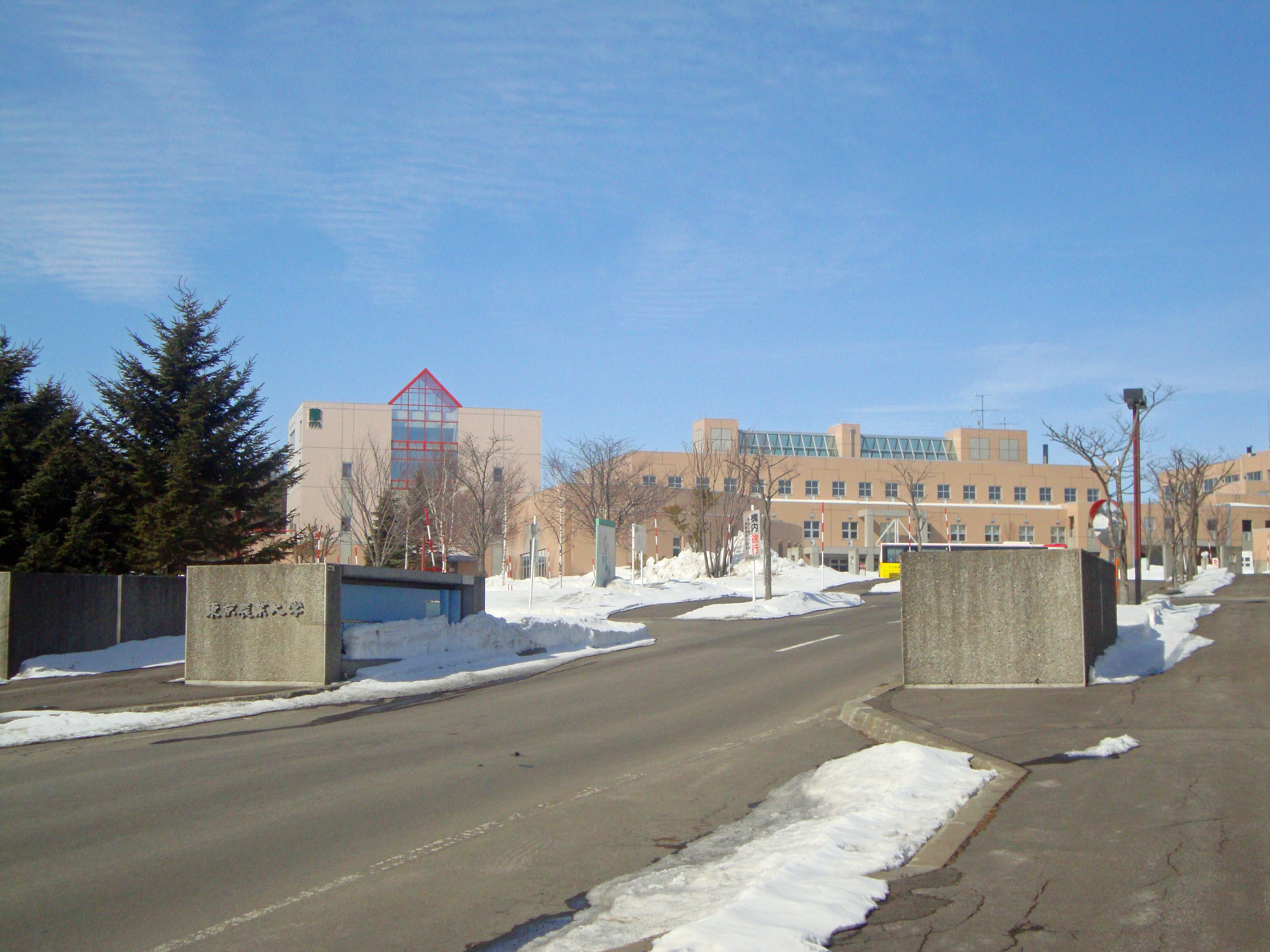
設置されている北海道オホーツクキャンパス

2006年4月にアクアバイオ学科を設置。

## 学部
- 生物産業学部

## 学科
- 北方圏農学科（旧生物生産学科）
  - 植物生産科学研究室（旧植物バイテク研究室）
  - 作物生産管理学研究室
  - 動物資源開発学研究室（旧動物バイテク研究室）
  - 家畜生産管理学研究室（旧動物生産管理学研究室）
  - 生態系保全学研究室（旧植物資源保全学研究室）

- 海洋水産学科（旧・アクアバイオ学科）
- 食品香粧学科（旧・食品科学科）
- 自然資源経営学科（旧・産業経営学科）

## 出身著名人

### スポーツ
- 栗山聡 - 元プロ野球選手（オリックス→中日→オリックス→松下電器→引退）
- 徳元敏 - 元プロ野球選手（オリックス→楽天→沖縄電力→引退）
- 福川将和 - 元プロ野球選手（三菱自動車岡崎→ヤクルト→引退）
- 稲嶺誉 - 元プロ野球選手（ダイエー・ソフトバンク→引退）
- 小斉祐輔 - 元プロ野球選手（ソフトバンク→楽天→引退）
- 飯田優也 - 元プロ野球選手（ソフトバンク→阪神→オリックス）
- 風張蓮 - プロ野球選手（ヤクルト→DeNA→米独立リーグ・ワイルドヘルス・ゲノムス）
- 玉井大翔 - プロ野球選手（新日鐵住金かずさマジック→日本ハム）
- 井口和朋 - プロ野球選手（日本ハム）
- タイシンガー・ブランドン大河 - 内野手（埼玉西武）
- 周東佑京 - プロ野球選手（福岡ソフトバンクホークス）